# Доња Камила
Доња Камила (грч. Κάτω Καμήλα, Като Камила) је насељено место у општини Сер у периферији Средишња Македонија, Грчка. Према попису из 2021. године било је 955 становника.
Према бугарском географу и историчару, Василу Канчову, у Доњој Камили је 1900. године живело 180 Словена хришћана. Село се раније звало Хришћанска Камила како би се разликовало од Горње Камиле (Турска Камила) у којој је живело и турско становништво. Село је 1920. имало 423 житеља Словена. Двадесетих година 20. века насељено је 105 грчких избегличких породица, укупно 481 особа. На попису из 1928. године Доња Камила је мешовито грчко-словенско насеље са 977 становника.